# Mine de Mukondo
La mine de Mukondo est une mine de cuivre et de cobalt située dans la province de Katanga en République démocratique du Congo. Depuis 2009, elle est possédée par Eurasian Natural Resources Corporation.